# 茲維茲丹·米西莫維奇
兹维兹丹·米西莫维奇（發音：[zʋjězdan misǐːmoʋitɕ]；1982年6月5日—）是一名出生於德國的波斯尼亞塞爾維亞族前足球運動員，曾經是波斯尼亞黑塞哥維那國家足球隊的隊長，他主要擔任中場或前鋒。在職業生涯初期，他曾效力塞爾維亞和黑山國青隊，後選擇加入波斯尼亞黑塞哥維那國家足球隊。雖然米斯莫域是國家隊的隊長，但他從未在祖國生活過。他的父母來自波黑塞族共和国的格拉迪什卡（Gradiška），20世紀80年代初就已遷往德國。
2013年1月5日，贵州人和宣布与米西莫维奇正式签约。他从莫斯科迪纳摩转会到贵州人和的费用是350万欧元。米西最终身披10号球衣在中超征战了两个赛季。在中超的2个赛季里，米西出场49次贡献了11球24次助攻 的数据，他帮助球队在2013赛季击败广州恒大首次拿到中国足协杯冠军，并拿到了2014年中国超级杯冠军。
2015年3月3日，在图片报专访时，米西莫维奇表示对他而言足球已经不是全部，他已经决定不再接受任何邀约，选择挂靴退役。
2015年6月，米西莫维奇重回贵州人和，在15场比赛中贡献2球5助攻，虽然他最终没能帮助球队保级，2016年贵州人和迁往北京，但米西继续留在球队征战2016赛季中甲联赛，在球队的24场比赛中打进了4球。
2017年1月，米西莫维奇宣布退役，这也是他个人职业生涯中第二次宣布退役。

## 榮譽
- 德甲冠軍：2002-2003（拜仁慕尼黑）、2008-2009（禾夫斯堡）
- 德國足協盃：2003年
- 德國地區聯賽：2004年
- 德乙冠軍：2006年
- 中国足协杯：2013年
- 中国超级杯：2014年

## 外部連結
- fussballdaten.de 米斯莫维奇職業數據 （页面存档备份，存于） （德文）
- 米斯莫维奇代表波斯尼亞國家隊 （页面存档备份，存于）